# Marius Ionuț Voineag
Marius Ionuț Voineag (n. 4 decembrie 1982) este un procuror român care ocupă funcția de procuror șef al Direcției Naționale Anticorupție.